# 南安普頓島

南安普頓島在努那福特的位置

南安普頓島 （英語：Southampton Island）是加拿大北極群島的一個島嶼，位於哈德遜灣北端。面積41,214 平方公里，是加拿大第九大、世界第三十四大島。唯一居民點為珊瑚港 （2001年人口712人）。
行政上屬努拿烏特地區。是該區唯一、加拿大少數不行夏令時的地區。